# Liste der Stolpersteine in Bad Schwartau

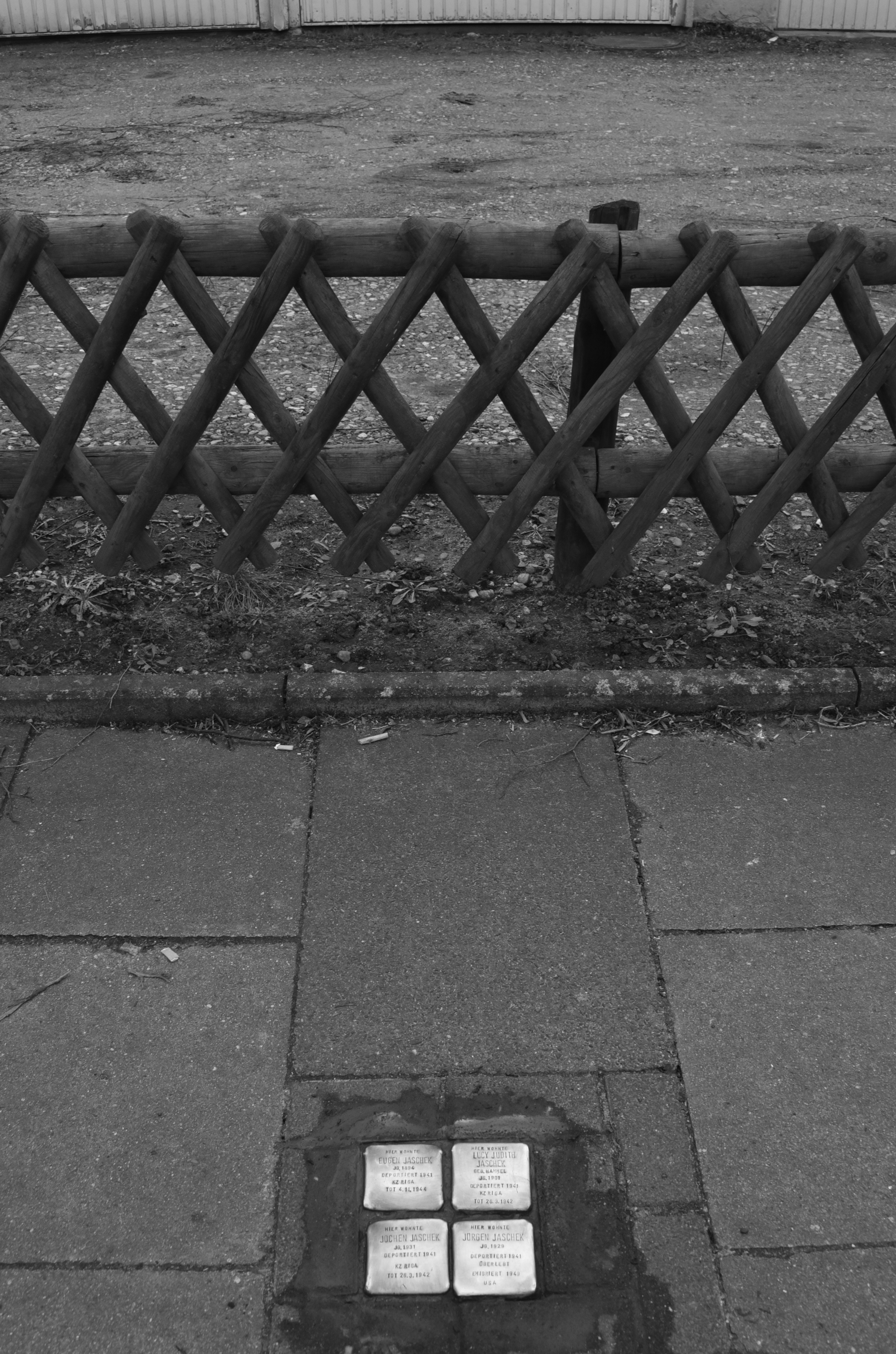
Stolpersteine in Bad Schwartau

Die Liste der Stolpersteine in Bad Schwartau enthält Stolpersteine, die im Rahmen des gleichnamigen Kunst-Projekts von Gunter Demnig in Bad Schwartau verlegt wurden. Mit ihnen soll an Opfer des Nationalsozialismus erinnert werden, die in Bad Schwartau lebten und wirkten.

## Liste der Stolpersteine
In Bad Schwartau wurden vier Stolpersteine an einer Anschrift verlegt.
| Stolperstein | Inschrift                                                                                  | Verlegeort        | Name, Leben |
| ------------ | ------------------------------------------------------------------------------------------ | ----------------- | --- |
|              | HIER WOHNTE EUGEN JASCHEK JG. 1894 DEPORTIERT 1941 KZ RIGA TOT 4.11.1944                   | Auguststraße 22 · | Eugen Jaschek wurde am 21. März 1894 in Hohenlinde geboren und war wohnhaft in Lübeck und Bad Schwartau. Er wurde am 6. Dezember 1941 ab Hamburg in das Ghetto Riga deportiert und dort im Oktober 1944 ermordet.                            |
|              | HIER WOHNTE JOCHEN JASCHEK JG. 1931 DEPORTIERT 1941 KZ RIGA TOT 26.3.1942                  | Auguststraße 22 · | Jochen Jaschek wurde am 1. Januar 1931 in Lübeck geboren und war wohnhaft in Hamburg und Bad Schwartau. Er wurde am 6. Dezember 1941 ab Hamburg in das Ghetto Riga deportiert und dort am 26. März 1942 ermordet.                            |
|              | HIER WOHNTE JÜRGEN JASCHEK JG. 1929 DEPORTIERT 1941 ÜBERLEBT EMIGRIERT 1949 USA            | Auguststraße 22 · | Jürgen Jaschek wurde am 15. Februar 1929 geboren. Er wurde mit seiner Familie 1941 in das Ghetto Riga deportiert, das er überlebte. Er emigrierte 1941 in die USA und verstarb am 15. April 2005.                                            |
|              | HIER WOHNTE LUCY JUDITH JASCHEK GEB. HAMMEL JG. 1901 DEPORTIERT 1941 KZ RIGA TOT 26.3.1942 | Auguststraße 22 · | Lucy Judith Jaschek geb. Hammel wurde am 21. Juni 1901 in Frankfurt am Main geboren und war wohnhaft in Lübeck und Bad Schwartau. Sie wurde am 6. Dezember 1941 ab Hamburg in das Ghetto Riga deportiert und dort am 26. März 1942 ermordet. |

## Verlegedatum
Die Stolpersteine wurden im August 2004 vom Künstler Gunter Demnig persönlich verlegt.